# National Semiconductor
National Semiconductor — бывший американский производитель полупроводниковой продукции, который специализировался на аналоговых устройствах и компонентах. Штаб-квартира компании располагалась в Санта-Кларе, Калифорния. Продукция компании включала в себя схемы управления электропитанием, драйверы дисплеев, аудио- и операционные усилители, интерфейсы связи и преобразователи данных. Основными покупателями были производители беспроводных гарнитур, дисплеев, а также зарубежные производители промышленной электроники, медицинской техники и средств автоматизации.
Название компании образовано английскими словами «national» — национальный и «semiconductor» — полупроводник, что говорит о ней как об американском производителе полупроводниковой техники.
С 23 сентября 2011 года компания официально стала частью корпорации Texas Instruments на правах её подразделения и представительства в Кремниевой долине.

## История

### Основание
National Semiconductor была основана в Данбери, штат Коннектикут доктором Бернардом Ротлейном (англ. Dr. Bernard J Rothlein) 27 мая 1959 года, когда он и семеро его коллег уволились из дочернего подразделения по производству полупроводников корпорации Sperry.
Сразу за основанием компании последовало судебное разбирательство со Sperry Rand, которая подала против National Semiconductor иск о нарушении патентной чистоты. К 1965 году компания погрязла в судебных разбирательствах, что вызвало существенное падение стоимости её акций. Это позволило Питеру Спрагу (англ. Peter J Sprague) сделать существенные инвестиции в компанию за счет средств семейных фондов. Спраг также надеялся на дальнейшую финансовую поддержку со стороны двух инвестиционных компаний с Восточного Побережья, а также от страховой компании из Нью-Йорка. На тот момент Спрагу было 27 лет. Джеффри Йанг описывал то время как начало венчурного капитализма.
В том же году National Semiconductor приобрела компанию Molectro, основанную в 1962 году в Санта Клэра, штат Калифорния бывшими сотрудниками корпорации Fairchild Camera and Instrument — Дж. Ноллом (англ. J. Nall) и Д. Спиттлхаусом (англ. D. Spittlehouse). Сделка принесла компании National Semiconductor новые ценные кадры — экспертов в области линейных полупроводниковых технологий Дэйва Талберта (англ. Dave Talbert) и Роберта Видлара (англ. Robert Widlar), которые также ранее работали в Fairchild. Кроме того, покупка Molectro пополнила компанию новыми технологиями: это позволило начать разработку и производство монолитных интегральных схем.
В 1967 году Спраг уволил пять исполнительных директоров из Fairchild, среди которых были Чарльз Спорк англ. Charles E Sporck) и Пьер Ламонд (англ. Pierre Lamond). На момент увольнения Спорка фактическое руководство операциями по производству полупроводниковой техники в Fairchild осуществлял Роберт Нойс (англ. Robert Noyce), а Спорк был его распорядителем.
Чарльз Спорк был назначен президентом и генеральным директором National Semiconductor. Спорк взял с собой в новую компанию четырёх своих коллег из Fairchild, а ещё трех человек пригласил из Texas Instruments, Perkin-Elmer и Hewlett Packard. Таким образом в National Semiconductor сформировалась новая команда управленцев из восьми человек. Примечательно, что Спорк был руководителем Видлара и ранее — до перехода Видлара из Fairchild в Molectro, причиной которого явились разногласия со Спорком по поводу денежного вознаграждения Видлара.
В 1968 году National Semiconductor переместила свою штаб-квартиру из Данбери, штат Коннектикут в Санта Клэру, штат Калифорния. Однако, в отличие от большинства компаний, National Semiconductor сделала это не из-за налоговых льгот Кремниевой долины: местом официальной регистрации компании остался Данбери.

### Период правления Дональда Маклеода
Д. Маклеод был назначен генеральным директором National Semiconductor 30 ноября 2009 года. 31 мая 2010 года он занял пост председателя совета директоров.

## Поглощение корпорацией Texas Instruments
4 апреля 2011 года Texas Instruments объявила о достижении соглашения по покупке National Semiconductor за 6,5 миллиардов долларов США. Texas Instruments выплатила по 25 долларов США за акцию. Эта сумма на 80 % превысила рыночную стоимость акции: на момент закрытия сессии 4 апреля 2011 года акции National Semiconductor торговались по 14,07 долларов США. Эта сделка сделала Texas Instruments одним из крупнейших в мире производителей аналоговых электронных компонентов. 19 сентября стало днем преодоления последнего барьера на пути слияния двух компаний: было получено одобрение слияния со стороны китайских властей. Официально слияние двух компаний произошло 23 сентября 2011 года.

## Продукция
- Аналоговые микросхемы
  - Операционные усилители
  - Буферные усилители
  - Компараторы
  - Интегральные микросхемы
  - Регуляторы напряжения
  - Источники опорного напряжения
- Звукозапись
- Микроконтроллеры
- Сетевое оборудование
- Преобразователи данных
- Схемы интерфейсов передачи данных
- Средства отображения информации
- Датчики температуры
- Переключатели